# Kilteel
Kilteel (Cill Chéile) est un village, un townland et une paroisse civile de la baronie de South Salt, dans le comté de Kildare, en Irlande.
Le townland de Kilteel Upper renferme les ruines d'une église d'architecture romane, d'un prieuré du XIIIe siècle des Hospitaliers et d'un donjon du XVe siècle, bien conservé.
L'ancien village a eu son importance au cours de l'époque médiévale (1169-1536), étant situé au sud-ouest du Pale et hébergeant une importante forteresse défendant la frontière.

## Géographie
Le village de Kilteel se trouve sur une crête basse orientée nord-est-sud-ouest, à l'extrémité ouest des montagnes de Wicklow. La paroisse civile de 3 437 acres statutaires contient les townlands suivants :
| Townland      | Superficie en acres (1 acre irlandais = 0,40 ha) | Nom irlandais | Première appellation connue ou variante |
| ------------- | ------------------------------------------------ | ------------- | --------------------------------------- |
| Blackchurch   | 229                                              | -             | 1654 - Blackchurch                      |
| Blackdown     | 151                                              | -             | 1717 - Blackdown/Blackdown Fodeens      |
| Coolahocka    | 119                                              | -             | 1752 - Coolacaka                        |
| Cromwellstown | 240                                              | -             | 1518 - Crommaliston                     |
| Cupidstown    | 301                                              | -             | 1690 - Cuppilstowne                     |
| Kilteel Lower | 259                                              | Cill Chéile   | 1179 - Cehcheli                         |
| Kilteel Upper | 210                                              | -             | -                                       |
| Kilwarden     | 364                                              | -             | 1543 - Kilwarnyng                       |
| Newrow        | 70                                               | -             | -                                       |
| Oldmiltown    | 165                                              | -             | 1669 - Millfarm                         |
| Oldtown       | 21                                               | -             | 1717 - Oldtown                          |
| Porterstown   | 98                                               | -             | 1669 - Porters-farme                    |
| Rathbane      | 447                                              | -             | 1752 - Rabane 1783 - Rathbane           |

La paroisse s'étend du sommet de Cupidstown Hill attenant à la paroisse de Kilbride dans le comté de Wicklow au sud-est, à l'est jusqu'à Cromwellstownhill où elle borde le comté de Dublin. Au nord, à l'ouest et au sud, elle borde les paroisses de Oughterard, Kill et Rathmore.
La route N7 traverse le townland de Blackchurch à l'extrémité nord de la paroisse.

## Histoire

### Préhistoire et Haut Moyen Âge
Le "Recensement des lieux et monuments" (Record of Monuments and Places) suggère qu'un tumulus préhistorique au sommet d'une colline dans Kilteel Wood, au nord-ouest du village moderne a servi de site primitif, .
Le tumulus est marqué comme une enceinte substantielle sur la carte d'Alexander Taylor de 1783, il est marqué comme un "fort" sur la carte de John Taylor de 1816,.
Au début de l'Irlande médiévale 800 – 1166, début du Moyen Âge, le centre adjacent de Rathmore était un bastion du Meic Bráenáin, une branche de la Fothairt Airthir Life.
Kilteel était leur église principale, elle était située dans le territoire Fothairt Airthir Life de Uí Máel Ruba ou Uí Maíleruba,. Alors que plusieurs origines ont été suggérées pour le nom de lieu, y compris  Cill tSile  et  Cill tSiadhail , reflétées dans l'orthographe variable de la signalisation routière, l'Ordnance Survey , la Commission des noms de lieux a adopté Cill Chéile ou Cell Chéile, suggérant que l'église originale a été fondée par Celé Crist, un évêque du Cenél nEóġain qui meurt en 727. La première référence écrite de l'église est une lettre papale de 1179, faisant référence à l'église de  Cehcheli ,,.
Une deuxième fondation paléochrétienne, Kildronan ou  Cell Epscoip Drónáin  peut avoir été située dans le townland de Cromwellstown. Le nom du townland trouve son origine dans une concession de terres à Kildronan par Maurice FitzGerald à la famille Cromhale avant 1257. Le prieuré de All Hallows a tenté de récupérer les terres de Thomas de Cromhale en 1317,,
Une ancienne enceinte médiévale en forme de D a été fouillée dans la ville de Blackchurch en 2004.
Le nom de la ville Rathbane suggère la présence d'un ringfort du début du Moyen Âge et la maison principale de la ville est marquée comme Whitefort sur la carte de l'Ordnance Survey de 1838.

### Moyen Âge

#### L'église romane en ruines

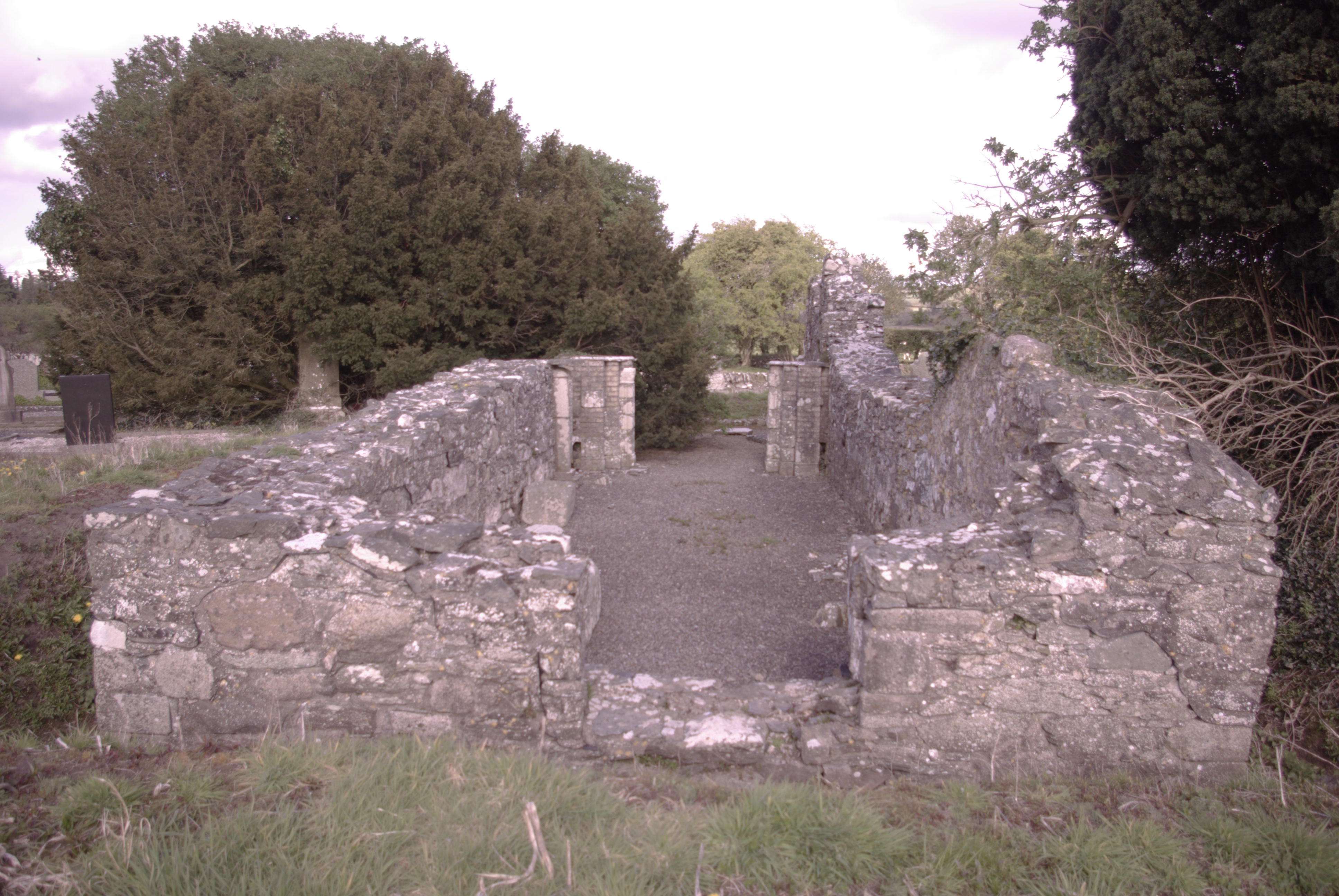
L'église romane de Kilteel.

Une église en ruine au sud-ouest du village contient les restes très décorés d'un arc ou d'une porte de chœur romane. Des fouilles en 1977 et 1978 ont suggéré que la première église était un bâtiment en pierre unicellulaire construit après l'an 800. Les figures romanes sculptées peuvent avoir été prises dans une église séparée et incorporées dans le bâtiment existant lors de la construction de la commanderie au XIIIe siècle. La Haute Croix du XIIe siècle au nord peut marquer l'emplacement de l'église romane, peut-être construite sous le patronage de Diarmait Mac Murchada dont la mère était du Meic Bráenáin,,,.
La dernière église, ruinée en 1630 mais restaurée plus tard au XVIIe siècle, était de nouveau tombée en désuétude au début du XVIIIe siècle, lorsque les services protestants ont peut-être déménagé dans la paroisse adjacente de Rathmore,,. En 1935, des fragments décorés de l'arc du choeur ont été récupérés dans une ferme attenante au château et rétablis par Harold G. Leask,.

#### La commanderie des Hospitaliers
L'église et les terres de Kilheile étaient une possession des Chevaliers Hospitaliers avant 1212, mais on ne sait pas quand la commanderie a été construite ; aucune charte de fondation ou concession originale de terrain n'a été retrouvée. James Ware a décrit la commanderie comme fondée par Maurice FitzGerald, 2e Lord d'Offaly, décédé en 1257, tandis que Kenneth Nicholls a suggéré qu'il aurait pu être fondé par son père Gerard FitzMaurice décédé en 1204,. Le prieur de la commanderie est d'abord mentionné dans le Justiciary Rolls de 1308. La commanderie était l'une des dix-sept en Irlande et les chapitres généraux de l'ordre s'y sont tenus en 1326, 1333 et 1334, suggérant une fondation substantielle. Les vestiges comprennent les traces d'une grande enceinte sous-rectangulaire, longue de 200 mètres et large de 150 mètres, qui pourrait représenter l'enceinte primitive, un importante châtelet contenant une salle des gardes et les ruines d'une deuxième châtellenie. Une armure a été retrouvée dans les ruines au début du XIXe siècle.

#### La frontière du Pale
À l'époque médiévale, Kilteel servait de forteresse frontalière sur les marches du Pale, attaqué par les gaéliques O'Byrne et O' Toole familles de Wicklow. En 1355, Édouard III a émis des lettres demandant aux personnes désignées pour la défense des marches de prendre leurs fonctions dans les quartiers de Kilteel, Rathmore et Ballymore, notant les  'déprédations et incendies d'Obryn et de ses complices' . L'Acte de 1488 fixant les limites de 'the four obedient shires'  de Louth, Meath, Dublin et Kildare ont décrit la frontière de Pale comme passant par Kilteel et Rathmore . Un acte de 1494-5 exigeait que la frontière consiste en un double fossé de six pieds de haut au-dessus du sol d'un côté ou d'une partie bourbeuse du côté irlandais. Une portion de la limite du Pale avec des traces d'un possible bastion en terre est visible sur des photographies aériennes au sud-est de l'église médiévale,.
Les fouilles archéologiques laissent penser que les restes dénudés continuent vers l'est, formant la frontière entre les townlands de Kilteel Upper et Cupidstown.

#### Le donjon du château

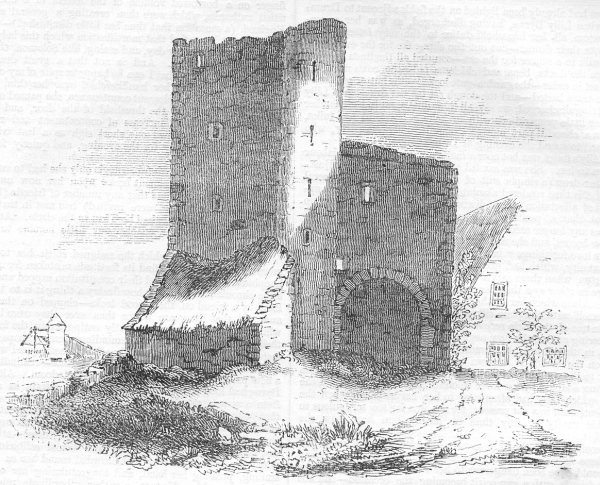
Le château de Kilteel en 1833.

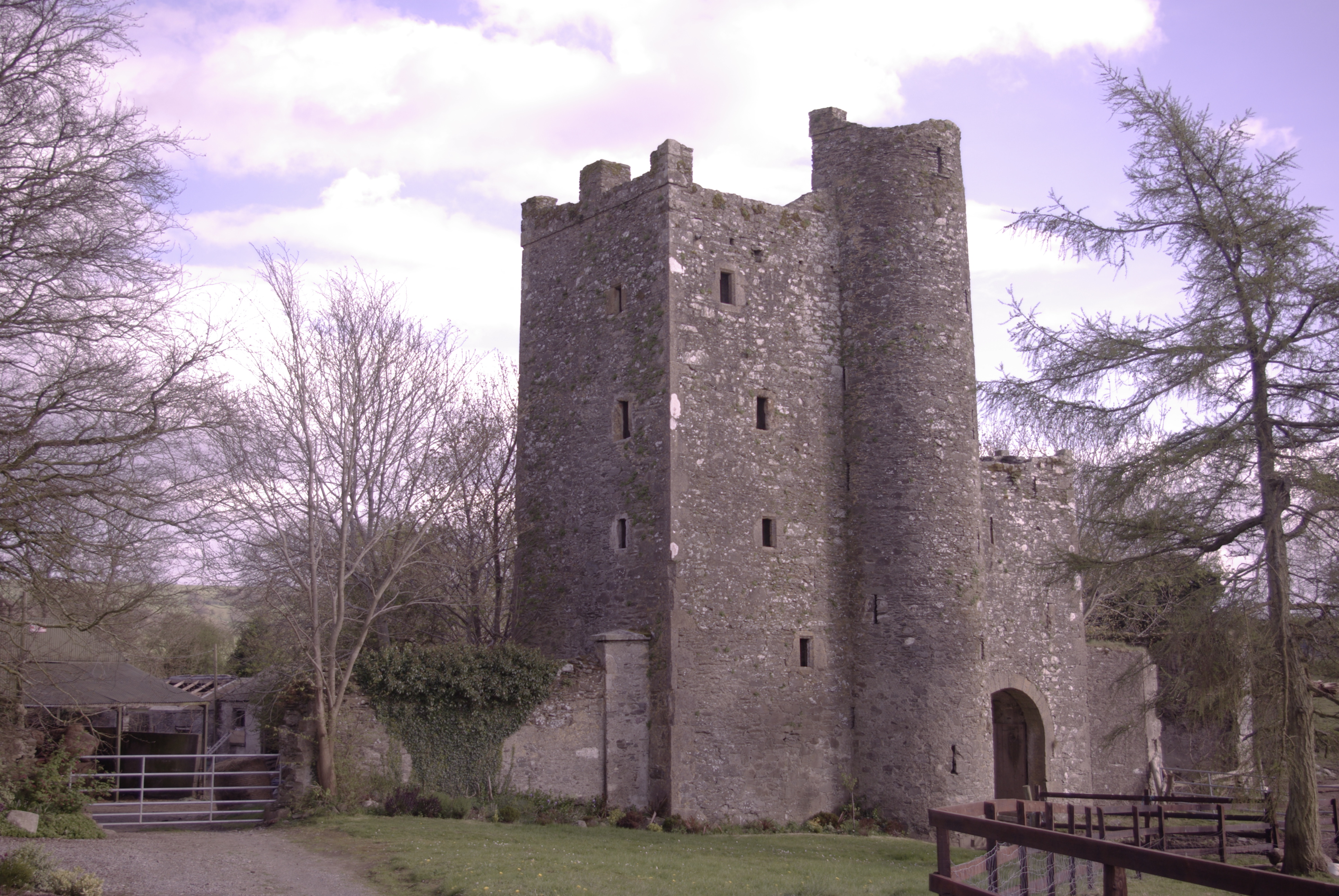
Le château de Kilteel aujourd'hui.

Un donjon a été construit pour renforcer ou remplacer les défenses antérieures au XVe siècle. Cette structure rectangulaire de cinq niveaux contient quatre étages au-dessus d'un sous-sol voûté en berceau avec une deuxième voûte au-dessus du quatrième étage,. Il est attenant au sud-ouest à une guérite et était à l'origine attenant à un mur défensif (bawn). Le Dublin Penny Journal montre une maison à pignons escarpés attenante à la guérite, peut-être de la fin du XVIIe siècle ou du début du XVIIIe siècle Un boulet de canon, datant peut-être du XVIIe siècle, a été récupéré près du château en 1901.

### Début de l'époque moderne
La famille Alen de Norfolk a obtenu des propriétés monastiques à Kildare après la dissolution des monastères. En 1536, John Alen, Lord Chancellor of Ireland, a obtenu le monastère dissous de St. Wolstans et son frère Thomas (Clerk of the Crown and Hanaper), a obtenu le monastère dissous, commanderie de Kilteel en 1539 ; un bail du 12 juillet 1539 décrit Thomas Alen et sa femme Mary comme "de Kilheele",. Les possessions de la commanderie comprenaient la seigneurie adjacente de Kilbride,. Le statut de la zone en tant que marchland contesté est mis en évidence dans une première concession :

« "considérant que la commanderie, seigneurie ou manoir de Kilheale, dans le comté de Kildare, est située dans ses marches près des ennemis irlandais, les Tholes (O'Tooles), où la résistance et la défense sont requises, accordez à Thomas Alan et Mary sa femme, ladite seigneurie »

."

((en)

« "in consideration that the Preceptory, lordship or manor of Kilheale, in Kildare county, is situated in the marches thereof near the Irish enemies, the Tholes (O'Tooles), where resistance and defence are required, grant to Thomas Alan and Mary his wife, the said lordship" »

.
Un bail de 1543 liste les biens de la commanderie :

« Bail à Thomas Alen de Kilester, du manoir de Kilheale, Cromwelleston, près de Calliaghton, Kilwarnyng, près de Castlewarnyng et Kilbride, près de "The Three Castles" dans le comté de Dublin ; Johnston, Rathmore, Sherlokeston et les Naas dans le comté de Kildare ; tout ce qui est passé entre les mains de la Crowne par la reddition de Sir John Rawson, vicomte Clontarf, ancien prieur de l'hôpital de Saint-Jean de Jérusalem : à conserver pendant 51 ans. Loyer, £6 13s. 4d - 10 juin. 34. »

.
L'épouse d'Alen était la fille naturelle de John Rawson, 1er vicomte Clontarf, (bien qu'il ait dû faire vœu de célibat lorsqu'il est entré dans l'Ordre de Saint-Jean de Jérusalem, Rawson est connu pour avoir eu au moins trois enfants). Le siège principal de la famille Alen était St. Wolstans ou Alenscourt et Kilteel a servi de deuxième siège aux XVIe et XVIIe siècles. En 1549, des pardons ont été accordés à John Alen d'Alenscourte et à Thomas Alen de Kylheale, en 1560-1561, Thomas Alen de Kilteel était parmi les "juges, commissaires et gardiens de la paix" pour Kildare et en 1626, Robert Allen, héritier d'Alenscourt, était décrit comme 'de Kilheale',,. La famille Allen réclamait des dîmes de la paroisse jusqu'au XIXe siècle.
Kilteel a été pillé et incendié par Rory O'More à la fin de 1573 et de nouveau le 3 novembre 1574. Les autorités de la Couronne croyaient que le 11e comte de Kildare, un ennemi de longue date de la famille Alen, était de connivence dans ces attaques,,.
En novembre 1580, pendant la Second Desmond Rebellion, le comte, chargé de la défense du Pale contre Fiach McHugh O'Byrne positionna une force de 50 cavaliers et 100 fantassins à Kilteel. Le fils de Fiach McHugh volait du bétail de la montagne de Kilheele en 1596.
Le Civil Survey de 1654–56 n'enregistre que deux divisions au sein de la paroisse, Kilteel, 1540 acres de plantation, et Kilwarning (Kilwarden), 100 acres de plantation, toutes deux détenues par Robert Allen, un papiste irlandais. En 1654 la paroisse comprenait :

« "Un château... qui en l'an 1640 valait soixante livres mais étant depuis ruiné est maintenant évalué à cinquante livres.... Deux moulins qui en l'an 1640 valaient trente livres et dix shillings... une église et une abbaye délabrée... Il y a la fondation d'un château appelé Blackchurche sur les terres susmentionnées de Kilwarneing... Il y a aussi un autre vieux château sur les terres de Kilwarneing' ' »

.
L'Archaeological Survey of Ireland note une maison du XVIe siècle ou XVIIe siècle à Blackchurch dont le site n'a pas encore été identifié, vraisemblablement la base d'un château noté dans l'enquête civile.
Une partie du domaine de Kilteel est passée à Richard Talbot, 1er comte de Tyrconnell, avant 1669. Entre 1669 et 1677, Tyrconnell accorda plusieurs baux de terres à Kilteel. Jonathan Hayes et James Ashton ont tenu la millfarm pendant 51 ans à partir de 1670 ; un bail de 38 ans de Porters-farme à James Sharpe à partir de 1670 était passé à Daniel Reading en 1703 ; George Eaton a tenu Cromwellstown pendant 39 ans à partir de 1670 ; William Palmer a détenu une partie de Kilteel pendant 99 ans à partir de 1670 et en 1677, Thomas Cholmondley a obtenu une partie comprenant le townland moderne de Cupidstown pendant 51 ans.
Daniel Reading détenait également le bail du château de Kilteel et des terres adjacentes. Après la Guerre Williamite, Tyrconnell fut atteint et ses terres confisquées. Le château et la ferme de Reading, faisant partie de Kilteele avec 376 acres de plantation, ont été achetés par la Hollow Sword Blade Company pour 976 £ le 23 juin 1703. Ce domaine a été vendu à Sir William Fownes en 1706, .

#### La communauté Quaker
Une communauté Quaker s'est développée à Kilteel à la fin du XVIIe siècle, peut-être grâce à Tyrconnell qui a montré de la sympathie envers les Quakers pendant la brève période d'ascendance politique catholique après l'ascension de Jacques II. En 1678, James Ashton a tenu la première réunion Quaker dans sa maison de Kilteel. En 1704  'avec l'aide de quelques autres amis de son quartier , il construisit une Friends meeting house. En 1690, la communauté Quaker de Dublin administrait des secours aux Quakers à Kilteel. La maison de réunion a été déplacée à Castlewarden en 1723.
Le testament de 1704 de James Ashton a passé son bail de la millfarm et Kilwarden à sa femme et sa fille et son bail de Daniel Reading à son fils, Thomas Ashton de Kilteel. Jonathan Hayes, fiduciaire du testament, est décrit comme un agriculteur de Millfarm. Le townland de Newrow doit peut-être son nom à Ashton ou Hayes qui possédait une propriété à New Row, Dublin. La propriété de Thomas Cholmondley de 178 acres de plantation, 'alias Brians farme', a été achetée par Joseph Maddock, un drapier Quaker, en 1703. Le testament de Maddock de 1713 a passé les terres de Cupidstown avec la ferme de Cholmondly à son fils Joseph,. En 1784, Mary Maddock loua Cupidstown à Peter Fox et à sa femme Abigail Maddock,.

### XIXesiècleetXXesiècle

#### Population et propriété terrienne
En 1766, Robert Green, vicaire de Rathmore, Kilteel et Kilbride, a enregistré cinq familles protestantes et 33 familles catholiques romaines dans la paroisse de Kilteel. Depuis au moins le XVIIIe siècle, le village avait des foires annuelles les 1er mai, 24 juin, 29 septembre et 2 novembre et les foires ont continué à se tenir jusqu'au XXe siècle,,, . Le recensement de 1821 estimait que le 'village' de Kilteel comprenait 43 familles avec 316 personnes occupant 36 maisons. Le recensement de 1841 a enregistré 129 maisons habitées dans la paroisse civile, déclinant à 112 maisons habitées en 1851. La population était tombée à 181 personnes au milieu du XXe siècle.
En 1838, le domaine Kilteel de William Fownes Tighe, un descendant de William Fownes, fut acheté par Sir John Kennedy de Johnstown Kennedy. Dans les Primary Valuations de Griffith, de 1853, son fils Francis Kennedy était le bailleur de toutes les terres des townlands de Blackchurch, Kilteel Lower, Kilteel Upper et du village de Kilteel. Le château et les bâtiments adjacents les plus valorisés de la paroisse ont été loués par John Ebbs à Kennedy. Le révérend Smyth Whitelaw Fox de Rathmines et Cupidstown, descendant de Peter Fox et Abigail Maddock, était le bailleur ultime de Rathbane et Oldtown, la famille Haughton détenait Cromwellstown et Cromwellstownhill et la famille Cogan de Tinode louait Cupidstown et Cupidstownhill à Fox,. Les terres de Fox-Whitelaw ont été vendues en vertu du Incumbered Estates Act en 1853 et devant la Landed Estates Court en 1866. Les terres des Kennedy ont été vendues en vertu des Land Purchase Acts en 1898. Les baux de John Ebbs, acquis en 1834 et 1835, furent vendus au Land Court en 1878.

#### L'école publique
Une école nationale, construite en 1843, enregistrée dans les évaluations primaires de 1853 et le recensement de 1911, représentée sur les cartes de l'Ordnance Survey, a fermé en 1968. Le bâtiment, avec la pierre de date d'origine, survit à côté du Kilteel Inn,. L'école comptait 100 élèves en 1845.

#### La caserne duRoyal Irish Constabulary
Une caserne du Royal Irish Constabulary (Police royale irlandaise), marquée en 1838 et enregistrée dans le recensement de 1911, survit comme logement privé,. Une caserne était présente depuis au moins 1827, avec un gendarme et trois sous-constables en 1829. En octobre 1920, la caserne est attaquée pendant la Guerre d'indépendance irlandaise ; les officiers ont été retirés à Naas et le bâtiment a été incendié par la Kill Company de l'Irish Republican Army. Une confrontation mineure entre les forces de l'État libre et les forces irrégulières a eu lieu à Kilteel en 1923 pendant la Guerre civile irlandaise.

#### L'église catholique
Alors que l'Inventaire national du patrimoine architectural décrit l'église catholique de St. Laurence O'Toole comme datant de c. 1870, un article du  Irish Times  de 1935 décrit la construction et l'inauguration de la chapelle de la facilité cette année-là et l'église n'est pas représentée sur les cartes OS 25 pouces,,. Une photographie contemporaine montre une cavalcade de cavaliers accompagnant la voiture de l'archevêque Byrne jusqu'à l'église. Le Kilteel Inn affiche une photographie similaire. La paroisse contenait vraisemblablement une ancienne chapelle catholique ou maison de messe, bien qu'il soit possible que les églises de Crosschapel et de Kilbride, cette dernière présente à partir de 1776, aient servi à cette fin.

#### Kilteel Inn
Le récit d'un procès pour meurtre dans le Freeman's Journal fait référence à la maison publique de James Goslin à Kilteel en 1824. James et Matthew Goslin ont été acquittés du meurtre de Patrick Hill à la foire de Kilteel le 1er mai 1823. Les évaluations de 1853 répertorient James et Matthew Goslin parmi les locataires du terrain dans lequel le Kilteel Inn est maintenant situé, bien qu'aucune maison publique ne soit enregistrée dans les évaluations. En septembre 1875, Bartholomew Goslin a demandé une licence pour vendre au détail de la bière, des spiritueux, etc. chez moi, situé à Kilteel susmentionné... laquelle maison est aménagée pour l'hébergement des voyageurs. Goslin a été décrit comme un républicain au moment de sa mort en 1887. Une importante maison publique décrite dans les recensements de 1901 et 1911 appartenait à James J. Morrin,. Morrin's of Kilteel, un établissement entièrement sous licence, a été mis en vente en janvier 1921,.

#### Le Moulin
La ville d'Oldmilltown contenait vraisemblablement l'un des moulins enregistrés dans l'enquête civile et le Millfarm enregistré en 1670. Old Mill est marqué sur la carte de 1752 de Noble et Keenan et l'Ordnance Survey de 1838 marque le Old Mill à l'extrémité nord du townland,. Les évaluations de 1853 mentionnent Thomas Kelly comme locataire. Le bail d'une maison d'habitation, d'un moulin à maïs et de 16 acres à Old Mill, 'avec un approvisionnement régulier en eau du moulin' a été mis en vente dans le Kildare Observer ' 'en 1882. L'ancien moulin est marqué sur la carte OS 25 pouces. Des traces des bâtiments et du bief représentés sont encore visibles.

#### Le bois de Kilteel
Kilteel Wood, un petit bois de chênes au nord du village est représenté dans son emplacement et son étendue actuels sur la carte de l'Ordnance Survey de 1838, il est marqué (comme une peau de renard) sur les cartes des évaluations et la carte de l'OS de 25 pouces.
Le bois est une Natural Heritage Area (Zone du patrimoine naturel) en attente de reconnaissance (001394).

#### Les stations de l'Ordnance Survey
Une station trigonométrique de l'Ordnance Survey est située au sommet de Cupidstownhill. Les traces d'une deuxième station sont visibles dans l'enceinte préhistorique au nord du village.

## Sports
Le club d'Eadestown GAA a ses terrains de jeu à environ  6 km de là, à Eadestown.
Les archives de 1890 du Royal Irish Constabulary montrent que le club Kilteel King O'Tooles comptait environ 30 membres.